# VPNFilter
VPNFilter هي برمجية خبيثة صُممت لإصابة أجهزة التوجيه (الراوترات). في 24 مايو 2018، قُدر عدد أجهزة التوجيه المُصابة بحوالي 500,000 جهاز حول العالم. تستطيع هذه البرمجية سَرقة البيانات، كما تحتوي على «مفتاح تدمير» يُمكنه تدمير أجهزة التوجيه المُصابة، أو جعلها تستمر في إعادة تشغيل نفسها. يَعتقد مكتب التحقيقات الفيدرالي بأنَّ هذه البرمجية صُممت بواسطة مجموعة روسية تُسمى فانسي بير (Fancy Bear).

## الأجهزة المُعرضة للخطر
تستطيع الدودة الأولية التي تقوم بتثبيت البرمجية فقط مُهاجمة الأجهزة التي تقوم بتشغيل البرامج الثابتة المضمنة على بيزي بوكس على لينكس والتي جُمعت فقط لمعالجاتٍ مُعينة، ولا تتضمن أجهزة الحاسوب الشخصية العادية المُعتمدة على لينكس.
يُحتمل أنَّ أجهزة التوجيه التالية قد تكون مصابة:
أجهزة آسوس:
- RT-AC66U
- RT-N10
- RT-N10E
- RT-N10U
- RT-N56U
- RT-N66U

أجهزة دي-لينك:
- DES-1210-08P
- DIR-300
- DIR-300A
- DSR-250N
- DSR-500N
- DSR-1000
- DSR-1000N

أجهزة هواوي:
- HG8245

أجهزة لينكسيس:
- E1200
- E2500
- E3000
- E3200
- E4200
- RV082
- WRVS4400N

أجهزة ميكروتيك:
- CCR1009
- CCR1016
- CCR1036
- CCR1072
- CRS109
- CRS112
- CRS125
- RB411
- RB450
- RB750
- RB911
- RB921
- RB941
- RB951
- RB952
- RB960
- RB962
- RB1100
- RB1200
- RB2011
- RB3011
- RB Groove
- RB Omnitik
- STX5
- Mikrotik RouterOS versions up to 6.38.5 on current or 6.37.5 on bugfix release chains[7]

أجهزة نتغير:
- DG834
- DGN1000
- DGN2200
- DGN3500
- FVS318N
- MBRN3000
- R6400
- R7000
- R8000
- WNR1000
- WNR2000
- WNR2200
- WNR4000
- WNDR3700
- WNDR4000
- WNDR4300
- WNDR4300-TN
- UTM50

أجهزة كيو إن ايه بي:
- TS251
- TS439 Pro
- Other QNAP NAS devices running QTS software

أجهزة تي بي-لينك:
- R600VPN
- TL-WR741ND
- TL-WR841N

أجهزة إيبيكويتي:
- NSM2
- PBE M5

أجهزة أبفيل:
- نماذج غير معروفة

أجهزة زد إي تي:
- ZXHN H108N